# نو برساووش
نو برساووش یک ستاره است که در صورت فلکی برساوش قرار دارد.